# Samuel Eugenio
Pour les articles homonymes, voir Eugène et Cabrera.
Samuel Ricardo Eugenio Cabrera (San Vicente de Cañete, 12 août 1958 – Lima, 13 mai 2019) est un footballeur péruvien. Il jouait au poste de défenseur central.

## Biographie

### Carrière de joueur

#### En club
Surnommé Chamuco, Samuel Eugenio joue durant pratiquement toute sa carrière (de 1980 à 1989) au sein de l'Universitario de Deportes (281 matchs joués pour 12 buts marqués). Il remporte avec ce club trois championnats du Pérou en  1982, 1985 et 1987. Au niveau international, il joue avec l'Universitario quatre éditions de la Copa Libertadores en 1983, 1985, 1988 et 1989 pour un total de 11 matchs joués (deux buts inscrits). 
Défenseur rude sur l'homme, il fait parler de lui lorsqu'il blesse gravement l'attaquant argentin Enrique Boné du Sporting Cristal au tibia-péroné lors d'un match de championnat le 5 janvier 1986. Il s'agit de l'une des blessures les plus graves produites dans le football péruvien.
Il termine sa carrière en jouant pour le Sport Boys en 1991.

#### En équipe nationale
Samuel Eugenio participe au tournoi pré-olympique de la CONMEBOL en 1980 avec l'équipe olympique du Pérou. 
International péruvien entre 1984 et 1985, il ne dispute que des matchs amicaux avec la sélection péruvienne, dont trois rencontres contre l'Uruguay et une contre la Bolivie.

### Carrière d'entraîneur
Longtemps entraîneur des équipes de jeunes de l'Universitario de Deportes, il dirige notamment l'équipe U20 du club lors de la Copa Libertadores des moins de 20 ans de 2012.

### Décès
Samuel Eugenio meurt des suites d'une péritonite le 13 mai 2019. Il avait 60 ans au moment de sa mort.

## Palmarès(joueur)
| Universitario de Deportes - Championnat du Pérou (3) : - Champion : 1982, 1985 et 1987. - Vice-champion : 1984 et 1988. |  | Sport Boys - Championnat du Pérou : - Vice-champion : 1991. |